# زاگوژچکی
زاگوژچکی (به لهستانی:  Zagórzyczki) یک روستا در لهستان است که در گمینا دامنگتسا واقع شده‌است. زاگوژچکی ۳۳ نفر جمعیت دارد.